# Music for Montserrat
Als Music for Montserrat wurde das am 15. September 1997 in der Royal Albert Hall in London stattfindende Konzert zugunsten der Karibikinsel Montserrat, die vom Ausbruch des Vulkans Soufrière Hills stark in Mitleidenschaft gezogen wurde, bekannt. Durch den Vulkanausbruch wurde die südliche Inselhälfte, darunter zahlreiche Siedlungen, die Hauptstadt Plymouth und der Flughafen der Insel, nahezu vollständig zerstört. Beim Konzert traten Künstler wie Phil Collins, Ray Cooper, Carl Perkins, Jimmy Buffett, Mark Knopfler, Sting, Elton John, Eric Clapton, Paul McCartney, Midge Ure, der montserratische Calypso-Star Arrow und zahlreiche weitere in Erscheinung, wobei einst jeder dieser Künstler in den AIR Studios auf Montserrat, die bei den Eruptionen 1997 ebenfalls teilweise zerstört wurden, Songs oder Platten aufgenommen hat. Arrangiert und produziert wurde das Konzert vom „Fünften Beatle“ George Martin. Das eingenommene Geld aus diesem Konzert sollte zur Gänze in den Wiederaufbau des Britischen Überseegebietes fließen. Mit den Erlösen wurde unter anderem das The Montserrat Cultural Centre, das George Martin nach dessen Fertigstellung im Jahre 2006 offiziell an die Inselbewohner übergab, errichtet. Das Konzert selbst wurde rund zwei Monate später unter der Regie von Julia Knowles unter anderem im US-Fernsehen ausgestrahlt. Später wurden auch eine VHS sowie verschiedene DVDs mit den bekanntesten Songs des Konzertes, wie zum Beispiel Your Song, Layla, Brothers in Arms, Blue Suede Shoes, Money for Nothing, Yesterday, Hey Jude und Message in a Bottle veröffentlicht. Am 9. Januar 1998 wurde das Livealbum vom US-amerikanischen Independent-Label Image Entertainment unter dem Titel Music for Montserrat herausgebracht. Zehn Tage später verstarb Carl Perkins 65-jährig in seiner Heimat in Tennessee infolge mehrerer Schlaganfälle; für ihn war das Konzert in der Royal Albert Hall der letzte große Live-Auftritt.